# Ban-de-Laveline
Ban-de-Laveline là một xã, nằm ở tỉnh Vosges trong vùng Grand Est của Pháp. Xã này có diện tích 26,45 km², dân số năm 1999 là 1216 người. Xã này nằm ở khu vực có độ cao trung bình 425 m trên mực nước biển. Dân địa phương tiếng Pháp gọi là Lavelinois.

## Biến động dân số
| 1861                                         | 1876 | 1925 | 1939 | 1946 | 1962 | 1968 | 1975 | 1982 | 1990 | 1999 |
| -------------------------------------------- | ---- | ---- | ---- | ---- | ---- | ---- | ---- | ---- | ---- | ---- |
| 2222                                         | 2471 | 1584 | 1265 | 1208 | 1035 | 1036 | 1078 | 1174 | 1240 | 1216 |
| Số liệu từ năm 1990: Dân số không tính trùng |      |      |      |      |      |      |      |      |      |      |